# 張四知 (天啓進士)
張四知（？—？），字貽白，號岩叟，山東費縣人。明末政治人物，官至內閣首輔。

## 生平
張四知臉上曾患潰瘍，故而容貌不正。天启二年（1622年）壬戌科進士。由庶吉士授检讨。崇禎中，官至禮部右侍郎。崇禎十二年五月與姚明恭、魏炤乘，俱拜禮部尚書兼東閣大學士，皆庸劣之才，充位而已。 後加至太子太保，進吏部尚書、武英殿。崇禎帝即位，就特別抑制言官，言官越彈劾的人，他越重用。因此張四知在位四年，都不受影響。明亡降清。